# 林江石
林 江石(英語: Lim Kang Sek、日本語読み：りん こうせき、1916年-1942年7月18日)、別名黄伯遂、老黒は、英領マラヤの政治家、共産主義者。1937年にマラヤ共産党に入党し、1939年に党中央委員。1941年秋、英当局に逮捕されるが、同年12月に釈放されて抗敵動員総会民衆武装部主任、華僑義勇軍責任者となる。1942年4月、シンガポールで日本軍（第25軍）に逮捕され、同年7月に獄死。

## 経歴

### 生い立ち
1916年 広東省増城生まれ。
幼児に父が死亡し、母に連れられてペラ州に移住。
小学校卒業後、錫鉱山で働く。

### マラヤ共産党幹部
1937年 マラヤ共産党入党。労働運動、抗日救国運動を指導し、党ペラ州地方委員となった。
1939年4月 中央委員 同年6月 スランゴール州地方委員会書記兼務
1940年 小中(李振宗)と入れ替わりでシンガポール市委員会書記兼務に。

### 抗敵動員総会
1941年秋 英当局に逮捕される。
1941年12月8日に日英が開戦すると、南僑総会の代表・陳嘉庚がマレーの各種団体を統合して英軍に協力することを表明し、これにより同月15日に林や黄耶魯ら英軍が収監中のマラヤ共産党幹部は釈放され、19日に陳嘉庚や他の抗日団体幹部と会議して華僑抗敵動員総会を組織。林は、民衆武装部主任、華僑義勇軍責任者となった。

### 逮捕、獄死
1942年2月13日の義勇軍解散後、同月下旬に住民多数とともにシンガポール華僑粛清事件の集団検問を受けたが、無罪放免となる。
同年4月初、日本軍のスパイとなっていた党総書記・萊特の通報によって日本軍に逮捕され、翌日脱走。
1942年4月15日、ジョホールの第4独立隊党代表の任に就くべく林亜当・阿邱(邱聯傑)とともにシンガポールを脱出しようとした際に、萊特の通報によってセランゴン河の河口付近で日本軍の特別警察隊に逮捕される。
同年7月18日に獄死。

## 評価
- 大西 (1977, p. 154)は、林江石を「マレー共産党執行委員中もっとも勢力があった」としている。

- 戦後のマラヤ共産党系の史書では、いずれも「マラヤ人民の英雄」として讃えられている[1]。